# Estadio de Ciudad del Cabo
El Cape Town Stadium o Estadio de Ciudad del Cabo (llamado también Green Point Stadium por el nombre del antiguo estadio ya demolido ubicado en la misma área, y DHL Stadium por motivos de patrocinio) es un estadio multiusos situado en Ciudad del Cabo, Sudáfrica. Su construcción fue motivada por la elección de la ciudad como sede de la Copa Mundial de Fútbol de 2010. Durante la planificación de la infraestructura fue denominado también African Renaissance Stadium (Estadio del Renacimiento Africano).
El complejo deportivo está situado en Green Point, entre Signal Hill y el océano Atlántico, cerca del centro de Ciudad del Cabo y de Victoria & Alfred Waterfront, un popular centro turístico y comercial. El estadio tiene una capacidad para albergar 66 005 espectadores. El estadio está conectado con el paseo marítimo gracias a una nueva carretera que se construyó para ello, la Granger Bay Boulevard, y está rodeado por un parque urbano de 60 hectáreas.
Actualmente lo utiliza el equipo de fútbol Ajax Cape Town de la Premier Soccer League. Asimismo, el Seven de Sudáfrica se disputa allí desde 2015.
Por otra parte, se han realizado allí conciertos musicales de U2, Coldplay, Linkin Park, Mariah Carey, Lady Gaga, Red Hot Chili Peppers, Bon Jovi, Justin Bieber, Rihanna, Eminem, Foo Fighters, Michael Bublé y One Direction.

## Historia
Levantado sobre los terrenos que ocupaba un antiguo campo de golf, Green Point (situado en el barrio homónimo de Ciudad del Cabo). Se sitúa muy próximo al Océano Atlántico, en una zona cercana a los principales centros de transportes de la ciudad. Su aforo durante la Copa del Mundo de Fútbol fue de 66 005 espectadores, divididos en un anfiteatro inferior de 23 800 y dos superiores de 23 000 espectadores cada uno, siendo el tercero de mayor capacidad del campeonato. El coste total del complejo fue de $ 605 millones. A pesar de que el plazo original estipulado por la FIFA para su finalización expiraba en 2008, diferentes problemas retrasaron esta fecha. Finalmente, fue inaugurado el 14 de diciembre de 2009.
La ciudad ya poseía otro gran estadio, el Estadio Newlands, donde se disputaron encuentros correspondientes a la Copa Mundial de Rugby de 1995, que pasó a albergar exclusivamente encuentros de rugby.
El 7 de febrero de 2020, el estadio albergó un partido de exhibición de tenis entre Roger Federer y Rafael Nadal, denominado Match in Africa. El partido logró un récord mundial de asistencia con 51 954 espectadores, el cual se mantiene hasta la actualidad.

## Copa Mundial de Fútbol de 2010

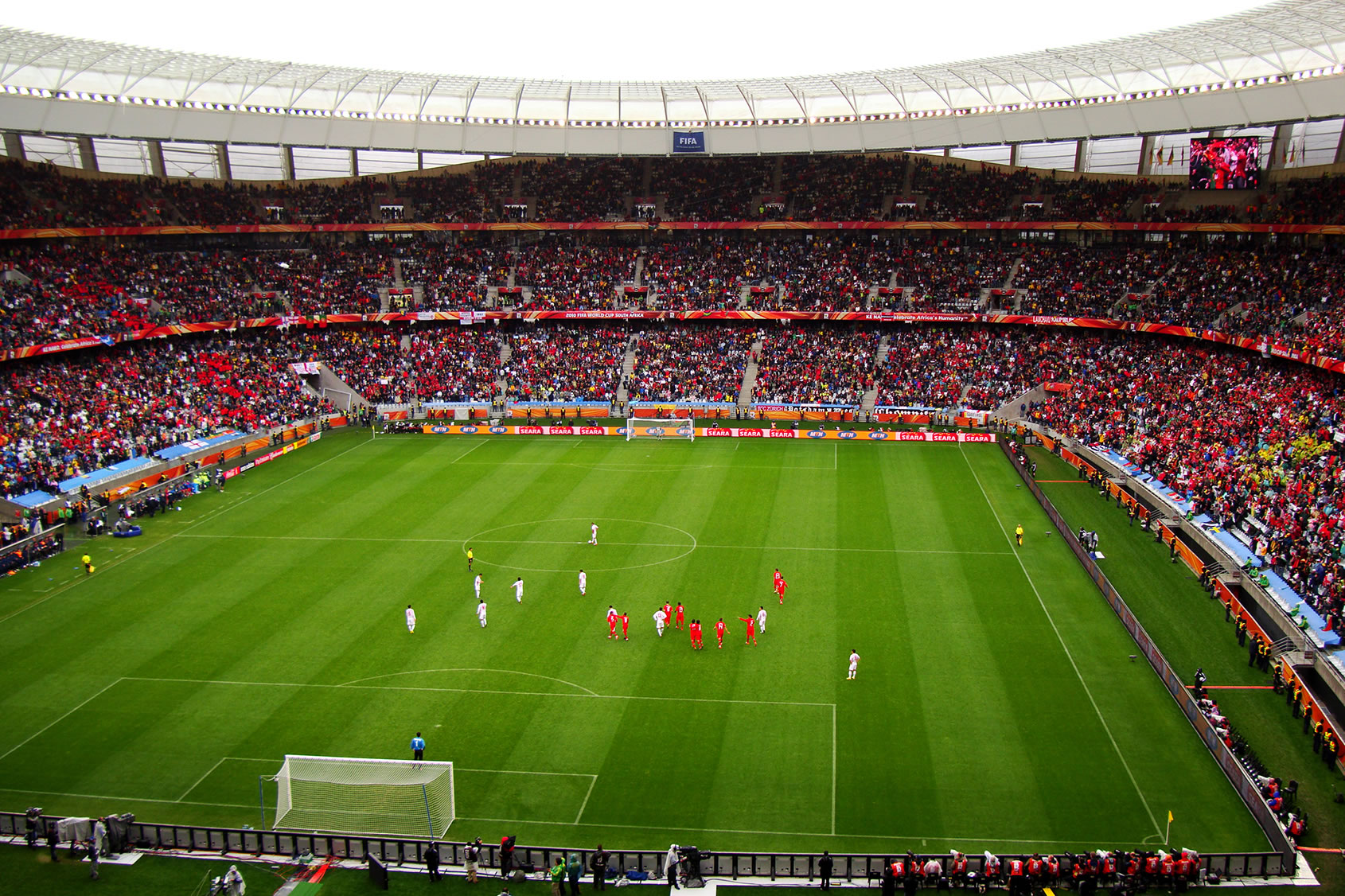
Partido de la Copa del Mundo 2010 entre y en Green Point.

En Green Point se disputaron durante el Campeonato del Mundo de 2010 ocho encuentros: cinco de la fase de grupos, uno de octavos de final, uno de cuartos de final y una semifinal. Fueron los siguientes:
| Fecha       | Fase             | Equipo     |                       | Resultado |                             | Equipo          | Espectadores                                                        |
| ----------- | ---------------- | ---------- | --------------------- | --------- | --------------------------- | --------------- | ------------------------------------------------------------------- |
| 11 de junio | Primera fase     | Uruguay    | Bandera de Uruguay    | 0 - 0     | Bandera de Francia          | Francia         | 64 100 Reporte Archivado el 13 de junio de 2018 en Wayback Machine. |
| 14 de junio | Primera fase     | Italia     | Bandera de Italia     | 1 - 1     | Bandera de Paraguay         | Paraguay        | 62 869 Reporte Archivado el 17 de junio de 2010 en Wayback Machine. |
| 18 de junio | Primera fase     | Inglaterra | Bandera de Inglaterra | 0 - 0     | Bandera de Argelia          | Argelia         | 64 100 Reporte Archivado el 22 de junio de 2010 en Wayback Machine. |
| 21 de junio | Primera fase     | Portugal   | Bandera de Portugal   | 7 - 0     | Bandera de Corea del Norte  | Corea del Norte | 63 644 Reporte Archivado el 25 de junio de 2010 en Wayback Machine. |
| 24 de junio | Primera fase     | Camerún    | Bandera de Camerún    | 1 - 2     | Bandera de los Países Bajos | Países Bajos    | 63 093 Reporte Archivado el 27 de junio de 2010 en Wayback Machine. |
| 29 de junio | Octavos de final | España     | Bandera de España     | 1 - 0     | Bandera de Portugal         | Portugal        | 62 955 Reporte Archivado el 28 de junio de 2010 en Wayback Machine. |
| 3 de julio  | Cuartos de final | Argentina  | Bandera de Argentina  | 0 - 4     | Bandera de Alemania         | Alemania        | 64 100 Reporte Archivado el 6 de julio de 2010 en Wayback Machine.  |
| 6 de julio  | Semifinales      | Uruguay    | Bandera de Uruguay    | 2 - 3     | Bandera de los Países Bajos | Países Bajos    | 62 479 Reporte Archivado el 13 de junio de 2018 en Wayback Machine. |

## Campeonato Africano de Naciones de 2014
En Green Point se disputaron durante el Campeonato Africano de Naciones de 2014 diez encuentros: seis de la fase de grupos, dos de cuartos de final, el partido de 3.er puesto y la final. Fueron los siguientes:
| Fecha        | Fase             | Equipo    |                      | Resultado                  |                       | Equipo     | Espectadores |
| ------------ | ---------------- | --------- | -------------------- | -------------------------- | --------------------- | ---------- | ------------ |
| 11 de enero  | Primera fase     | Sudáfrica | Bandera de Sudáfrica | 3 - 1                      | Bandera de Mozambique | Mozambique | 64 100       |
| 11 de enero  | Primera fase     | Malí      | Bandera de Mali      | 2 - 1                      | Bandera de Nigeria    | Nigeria    | 62 869       |
| 15 de enero  | Primera fase     | Sudáfrica | Bandera de Sudáfrica | 1 - 1                      | Bandera de Mali       | Malí       | 64 100       |
| 15 de enero  | Primera fase     | Nigeria   | Bandera de Nigeria   | 4 - 2                      | Bandera de Mozambique | Mozambique | 63 644       |
| 19 de enero  | Primera fase     | Nigeria   | Bandera de Nigeria   | 3 - 1                      | Bandera de Sudáfrica  | Sudáfrica  | 63 093       |
| 20 de enero. | Primera fase     | Marruecos | Bandera de Marruecos | 3 - 1                      | Bandera de Uganda     | Uganda     | 62 955       |
| 25 de enero  | Cuartos de final | Marruecos | Bandera de Marruecos | 3 - 4                      | Bandera de Nigeria    | Nigeria    | 64 100       |
| 25 de enero  | Cuartos de final | Malí      | Bandera de Mali      | 1 - 2                      | Bandera de Zimbabue   | Zimbabue   | 62 479       |
| 1 de febrero | Tercer puesto    | Zimbabue  | Bandera de Zimbabue  | 0 - 1                      | Bandera de Nigeria    | Nigeria    | 62 479       |
| 1 de febrero | Final            | Libia     | Bandera de Libia     | 0 - 0 (0:0 t.s.) (4:3 pen) | Bandera de Ghana      | Ghana      | 62 479       |

## Conciertos
| Artista | Tour/evento                         | año  | día         |
| --- | ----------------------------------- | ---- | ----------- |
| U2 | U2 360° Tour                        | 2011 | Feb 18      |
| Neil Diamond | World Tour 2011                     | 2011 | Apr 11      |
| Coldplay | Mylo Xyloto Tour                    | 2011 | Oct 5       |
| Kings of Leon | Come Around Sundown World Tour      | 2011 | Oct 26      |
| Eagles | UCI WorldTour 2012                  | 2012 | Apr 4       |
| Linkin Park | Living Things World Tour            | 2012 | Nov 7       |
| Lady Gaga The Darkness (banda) Lady Starlight                                                                                   | The Born This Way Ball              | 2012 | Dec 3       |
| Red Hot Chili Peppers | I'm with You World Tour             | 2013 | Feb 5       |
| Bon Jovi | Because We Can Tour                 | 2013 | May 7       |
| Justin Bieber | Believe Tour                        | 2013 | May 8       |
| Rihanna GTA (banda) | Diamonds World Tour                 | 2013 | Oct 16      |
| Eminem Action Bronson Jack Parow                                                                                                | The Rapture Tour                    | 2014 | Feb 26      |
| Foo Fighters Kaiser Chiefs | Sonic Highways World Tour           | 2014 | Dec 10      |
| Michael Bublé | To Be Loved Tour                    | 2015 | Mar 19      |
| One Direction | On The Road Again Tour              | 2015 | Apr 1       |
| Chris Brown | X Tour Live!                        | 2015 | Apr 6       |
| Lionel Richie | All the Hits, All Night Long        | 2016 | Mar 18      |
| Mariah Carey | The Sweet Sweet Fantasy Tour        | 2016 | Apr 26      |
| DJ Snake KSHMR Felix Jaehn Headhunterz David Guetta Martin Garrix DJ Fresh Nic Fanciulli Dean FUEL Crazy White Boy Black Coffee | Ultra Music Festival Cape Town 2017 | 2017 | Feb 24      |
| Justin Bieber | Purpose World Tour                  | 2017 | May 17      |
| The Bellamy Brothers | Let Your Love Flow                  | 2017 | Nov 25      |
| Santana | Divination 2018                     | 2018 | Apr 11      |
| Ed Sheeran Passenger | ÷ Tour                              | 2019 | Mar 27 y 28 |